# Wiechendorf
Wiechendorf ist ein Dorf in der Gemeinde Wedemark, das zu Scherenbostel in der Region Hannover gehört.

## Geografie
Wiechendorf liegt zwei Kilometer westlich von Scherenbostel, aber auch ein über zwei Kilometer weiter westlich liegender Weiler gehört zu Wiechendorf. Dieser liegt nur anderthalb Kilometer östlich der zu Resse gehörenden Siedlung Lönswinkel.

## Geschichte
Wiechendorf wurde im 14. Jahrhundert als Wichmanstorpe erwähnt, 1438 als Wichmandorppe, 1521 als Wychmedorp und 1625 als Wichendorff. Daher ist davon auszugehen, dass die Bedeutung über das althochdeutsche Wort wīgman (Kämpfer) mit Siedlung der Kämpfer angegeben werden kann. Möglicherweise hieß auch einfach nur der erste Bewohner mit Vornamen Wichmann. 1438 hatte der Ort zwei Bauern, Alwerd und Grawerd. 1458 wurde die Siedlung im Lüneburger Prälatenkrieg zerstört. 1519 wurde Wiechendorf durch die Hildesheimer Stiftsfehde niedergebrannt. Wiechendorf besteht aus acht Bauernhöfen. Bis zum Beginn des 19. Jahrhunderts war Wiechendorf eine eigene Gemeinde, die 1883 mit einem Gemeindehaus ausgestattet wurde und bis 1908 eine eigene Schule besaß. Später wurde Wiechendorf in Scherenbostel eingemeindet, das wiederum 1974 in die Wedemark eingemeindet wurde.
Heute finden in Wiechendorf regelmäßig Geflügelschauen statt.

## Politik

### Ortsrat
Der Ortsrat von Scherenbostel (mit Schlage-Ickhorst und Wiechendorf) setzt sich aus fünf Ratsherren zusammen.
- CDU: 2 Sitze
- SPD: 2 Sitze
- FDP: 1 Sitz

(Stand: Kommunalwahl 11. September 2016)

### Ortsbürgermeister
Der Ortsbürgermeister ist Jürgen Engelhardt (CDU), vertreten wird er durch Lars-Gero Pitschmann (SPD).

## Kultur und Sehenswürdigkeiten
Baudenkmale
- Siehe auch: Liste der Baudenkmale in Wiechendorf